# 평원대군
평원대군(平原大君, 1427년 12월 15일(음력 11월 18일) ~ 1445년 3월 3일(음력 1월 16일))은 조선의 왕족으로 세종의 아홉번째 아들이며 적7남이다.

## 생애

### 탄생과 혼인
이름은 림(琳)이며, 1427년(세종 9년) 11월 18일, 세종의 아홉번째 아들이자 소헌왕후에게는 일곱째 아들로 태어났다. 문종과 세조의 친동생이다.
1434년(세종 16년) 1월, 평원대군(平原大君)으로 봉작되었다. 1437년(세종 19년), 종묘에 배알하고 종학에 입학하였다. 1438년(세종 20년) 4월 21일, 홍이용의 딸 홍씨와 혼인하였다. 홍이용은 인수대비의 외숙부로서 평원대군의 부인 홍씨와 인수대비는 서로 사촌지간이다.

### 사망
1445년(세종 27년) 1월 7일, 홍역을 앓아 사경을 헤메자 당시 세자였던 문종이 병간호를 하였다. 1월 16일, 경복궁 화위당에서 17세의 나이로 사망하였다. 부인과의 사이에 자녀는 없으며 사후 예종의 둘째 아들인 제안대군이 봉사손으로 입적되었다.
평원대군 이림의 졸기

평원대군(平原大君) 이림(李琳)이 졸(卒)하였다.
림의 자는 진지(珍之)요, 호는 근행당(謹行堂)이며, 세종의 일곱째 아들이다.
풍도가 헌걸차고 천성이 슬기로웠다. 13세에 평원대군으로 봉하였다.
정사년에 문묘(文廟)에 배알하고 종학(宗學)에 입학하였는데,
이로부터 날마다 종학에 나아가서 배움에 힘써서 게으르지 아니하여 경서를 깊이 연구하고,
《시전》과 《예기》와 《대학연의(大學衍義)》에 더욱 숙달하였다.
또 글을 잘 짓고 글씨가 신비한 지경에 이르렀으며, 활쏘기와 말타기가 참으로 빼어났는데,
이에 와서 두창을 앓다가 화위당(華韡堂)에서 돌아가니, 나이 19세였다,
양궁(兩宮, 세종과 소헌왕후)이 몹시 슬퍼하여 수라를 중지하고, 조회와 저자를 사흘 동안 정지하였다.
중외(中外)의 위문(慰問)들은 없애게 하고, 첨지중추 변효문과 소윤 민원을 명하여 호상(護喪)하게 하였다.
림은 기개와 풍도가 호걸스럽고 준수하여 범상하지 아니하고,
악함을 미워하기를 원수같이 하고 남의 착함을 드러내기를 좋아하였고,
평상시에는 엄하고 꿋꿋하고 침착하고 묵중하여 말과 웃음을 함부로 하지 아니하였다.
사람을 접대하고 사물을 다룰 적에는 겸손 공순하고 온화하고 우아하여
일찍이 존귀와 권세로 교만하지 않아서 사람들이 모두 사랑하고 공경하였다.
효성과 우애가 천성의 지극함에서 나왔으며,
더욱이 천후를 점치기를 잘하여 바람·비·구름·천둥들의 변화를 미리 말함이 거의 다 틀림이 없었다.
시호를 정덕(靖德)이라 하였다.
정(靖)은 몸을 공손히 하고 말을 적게 한다는 뜻이요, 덕(德)은 의리를 굳게 잡고 착함을 찬양한다는 뜻이다.
아내는 호군 홍이용(洪利用)의 딸인데, 강녕부부인(江寧府夫人)으로 봉하였다.
아들이 없다.

### 묘소
첫 매장지는 경기도 광주 영장산 남쪽(현 성남시 수정구 태평동)에 위치하였으나 1969년 성남으로 철거민들의 이주가 시작되면서 포천시로 이장되었다. 이장 당시 정창손이 백자에 지은 〈평원대군묘지명(平原大君墓誌銘)〉이 함께 출토되어 국립중앙박물관에 소장되어있다. 묘지명은 일부 글자를 제외하고 판독이 불가하다.
평원대군묘를 관리하기 위해 별궁인 수진궁(壽進宮)이 창설되었다. 이후 봉작을 받지 못한 상태에서 사망하거나 미혼인 채로 사망한 왕의 자녀들의 제사를 주관하는 곳이 되었다.

## 사후
- 평원대군이 죽기 바로 한달 전에 동복 형인 광평대군이 창진을 앓다 세상을 떠난 상태였다. 세종과 소헌왕후는 40일 사이에 두 아들을 연이어 잃는 슬픔을 겪었으며 이후 세종은 불교에 적극적으로 귀의하여 대신들의 반대에도 사찰과 법당을 방문하여 불사를 주관하는 등 먼저 죽은 가족들의 명복을 빌었다.
- 평원대군의 사후 평원대군의 첩 초요갱(楚腰輊)이 평원대군의 이복 형인 화의군, 계양군 등과 간통하여 물의를 빚었다.[6] 초요갱은 이후로도 여러 인물들과 간음하였다.

## 가족 관계
- 조부 : 태종(太宗, 1367~1422)
- 조모 : 원경왕후 민씨(元敬王后 閔氏, 1365~1420)
  - 아버지 : 세종(世宗, 1397~1450)
- 외조부 : 청천부원군(靑川府院君) 심온(沈溫, 1375~1418)
- 외조모 : 삼한국대부인(三韓國大夫人) 순흥 안씨(順興 安氏, ?~1444)
  - 어머니 : 소헌왕후 심씨(昭憲王后 沈氏, 1395~1446)

- 부인 : 강녕부부인(江寧府夫人) 남양 홍씨(南陽 洪氏, ?~1483)